# Kathryn M. Edwards
Kathryn M. Edwards (geb. vor 1967) ist eine emeritierte Kinderärztin an der Vanderbilt University. Sie befasst sich mit Infektiologie, insbesondere mit der Entwicklung und Testung von Impfstoffen.

## Leben
Edwards erwarb 1967 am Grinnell College einen Abschluss in Chemie und 1969 an der University of Iowa einen Abschluss in Pharmakologie, 1973 ebendort den M.D. als Abschluss des Medizinstudiums. Ihre Facharztausbildungen in Kinderheilkunde und in Infektiologie absolvierte sie bis 1980 am Children's Memorial Hospital der Northwestern University School of Medicine und dem Presbyterian St. Luke’s Hospital der Rush University Medical School, beide in Chicago. 1980 erhielt sie eine erste Professur (Assistant Professor) für Kinderheilkunde an der Vanderbilt University Medical School, 1986 wurde sie Associate Professor, 1991 erhielt sie eine ordentliche Professur. 2023 wurde Edwards an der Vanderbilt University emeritiert.
Kathryn M. Edwards machte sich um die Koordinierung und Durchführung multizentrischer Studien zur Sicherheit und Effektivität verschiedener Impfstoffe bei Kindern (und Erwachsenen) verdient, darunter von Impfstoffen gegen Influenza (zum Beispiel Influenza-A-Virus H1N1), Pertussis, Haemophilus influenzae und Streptococcus pneumoniae. Sie hatte beratende Funktionen beziehungsweise Posten in Aufsichtsräten und wissenschaftlichen Beiräten von unter anderem folgenden Institutionen inne: Food and Drug Administration (FDA), Weltgesundheitsorganisation (WHO), Centers for Disease Control and Prevention (CDC), Institute of Medicine (IOM), National Institute of Allergy and Infectious Diseases (NIAID), National Academy of Sciences (NAS), American Pediatric Society, Infectious Diseases Society of America. Sie gehörte zu den Herausgebern folgender Fachzeitschriften: Pediatrics, Journal of Infectious Diseases, Pediatric Infectious Disease Journal, Infection and Immunity, Infectious Diseases in Children, Clinical and Vaccine Immunology, Journal of Pediatric Infectious Diseases. Sie selbst ist Autorin von mehr als 480 Wissenschaftliche Veröffentlichungen.
2008 wurde Edwards in das Institute of Medicine (heute National Academy of Medicine) gewählt. 2016 wurde sie mit dem Dr. Charles Mérieux Award for Achievement in Vaccinology and Immunology, 2018 mit dem Maxwell Finland Award ausgezeichnet, beide von der National Foundation for Infectious Diseases. Für 2020 wurde Edwards der John Howland Award der American Pediatric Society zugesprochen.